# Сказки Пушкина

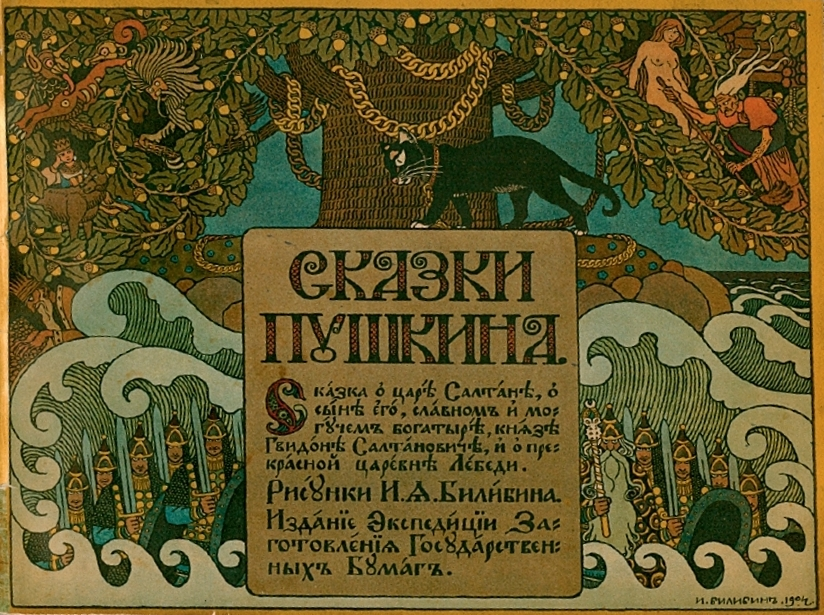
Обложка Билибина

Сказки Александра Сергеевича Пушкина — цикл стихотворных произведений поэта, написанный в 1820—1830-х годах.

## Список

### Общепризнанные
1. Сказка о попе и о работнике его Балде (1830).
2. Сказка о царе Салтане, о сыне его славном и могучем богатыре князе Гвидоне Салтановиче и о прекрасной царевне Лебеди (1831).
3. Сказка о рыбаке и рыбке (1833).
4. Сказка о мёртвой царевне и о семи богатырях (1833).
5. Сказка о золотом петушке (1834).

Ранняя эротическая ("фривольная") сказка:
- Царь Никита и сорок его дочерей[1] (1822)

### Неоконченные
- Сказка о медведихе (1830).
- Царь увидел пред собою (1833) (возможно первоначальный набросок «Сказки о золотом петушке»[2]).

### Прочее
В раздел включены произведения на фольклорные сюжеты, упоминаемые как «сказки» в некоторых публикациях и исследованиях.
- Амур и Гименей (1816).
- Песнь о вещем Олеге (1822).
- Жених (1825).
- Поэма «Руслан и Людмила» (1818—1820) и, в частности, пролог из неё «У лукоморья дуб зелёный».

## Иллюстрации
Наиболее известным иллюстратором сказок Пушкина был Иван Билибин.

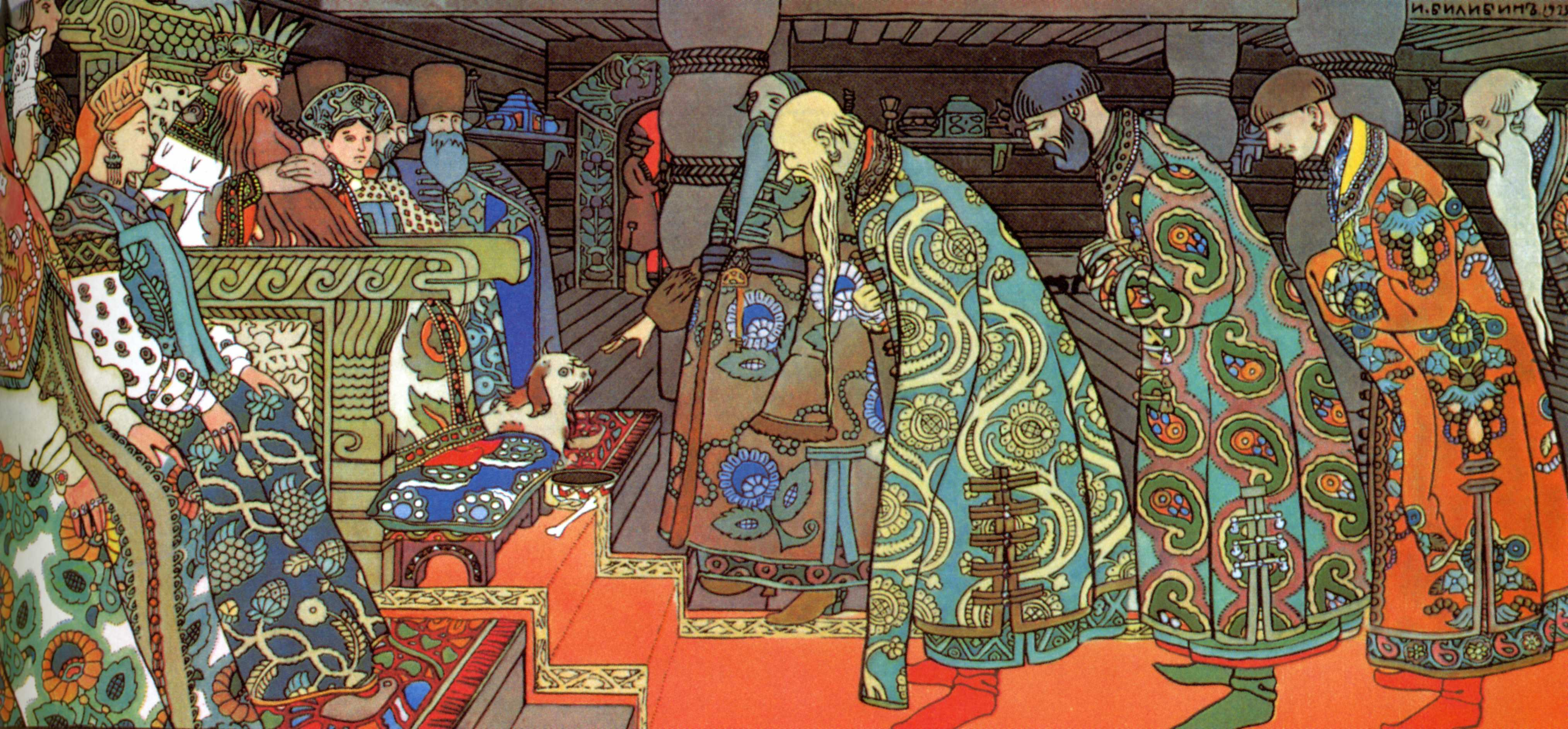
Корабельщики в ответ: «Мы объехали весь свет...»
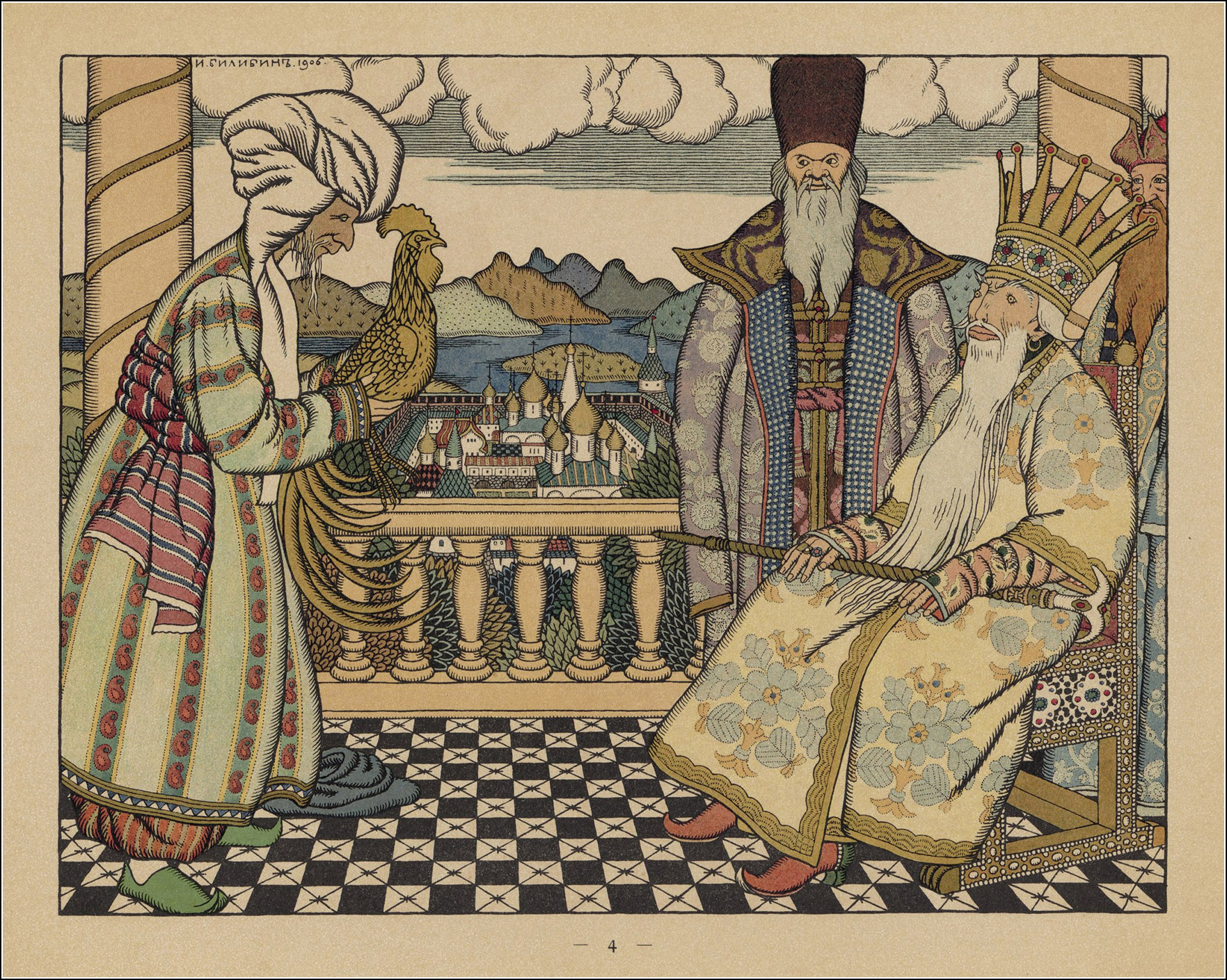
Вот мудрец перед Дадоном стал и вынул из мешка золотого петушка.
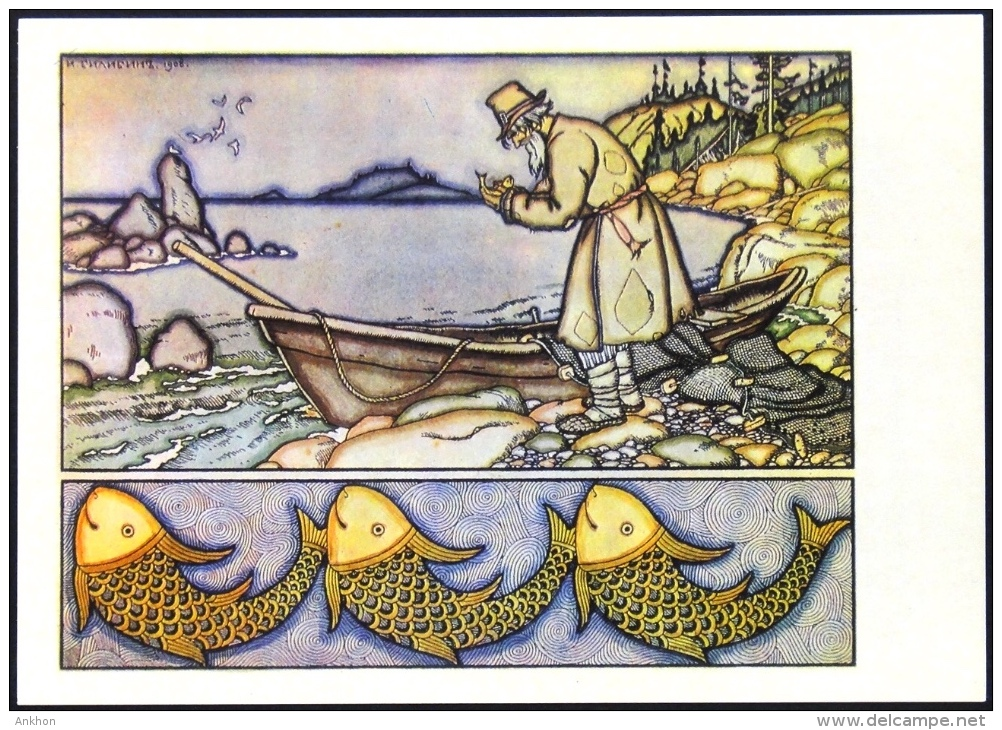
Как взмолится золотая рыбка, голосом молвит человечьим...